# 皮尼亚德埃斯格瓦
皮尼亚德埃斯格瓦，是西班牙卡斯蒂利亚-莱昂巴利亚多利德省的一个市镇。总面积30平方公里，总人口382人（2001年），人口密度13人/平方公里。